# 446500 Katrinraynor
446500 Katrinraynor este o planetă minoră (asteroid) din centura de asteroizi. A fost descoperită pe 5 noiembrie 2010 la Mount Lemmon⁠(d) de Mount Lemmon Survey⁠(d). 
Obiectul prezintă o orbită caracterizată de o semiaxă mare de 3,1176961166695 UAi, o excentricitate de 0,34998672555044, o înclinație de 13,792548329882 ° în raport cu ecliptica.